# El Salvador op de Olympische Zomerspelen 1996
El Salvador nam deel aan de Olympische Zomerspelen 1996 in Atlanta, Verenigde Staten. Net zoals bij hun vorige deelnames won men geen medaille.

## Resultaten en deelnemers

### Atletiek
| Olympiër      | Discipline | Resultaat | Prestatie               |
| ------------- | ---------- | --------- | ----------------------- |
| Rubén Benítez | 100m (m)   | 81e       | serie 5: 6de in 10,74   |
|               |            |           |                         |
| Arely Franco  | 400m (v)   | 47e       | serie 6: 7de in 1.01,38 |

### Gewichtheffen
| Olympiër          | Discipline | Resultaat | Prestatie                                                      |
| ----------------- | ---------- | --------- | -------------------------------------------------------------- |
| Francisco Cáceres | -64kg (m)  | 31e       | trekken: 29ste met 115kg stoten: 29ste met 145kg totaal: 260kg |

### Judo
| Olympiër               | Discipline | Resultaat | Prestatie                                        |
| ---------------------- | ---------- | --------- | ------------------------------------------------ |
| Carlos Rodolfo Ramírez | -65kg (m)  | 34e       | 1ste ronde: V van FIN Lauren                     |
| Juan Vargas            | -71kg (m)  | 34e       | 1ste ronde: vrij 2de ronde: V van KUW al-Sharrah |

### Wielersport
| Olympiër              | Discipline       | Resultaat | Prestatie      |
| Baan                  | Baan             | Baan      | Baan           |
| --------------------- | ---------------- | --------- | -------------- |
| Maureen Kaila Vergara | puntenkoers (v)  | 5e        | 11 punten      |
| Weg                   |                  |           |                |
| Maureen Kaila Vergara | wegwedstrijd (v) | DNF       | niet gefinisht |

### Zwemmen
| Olympiër             | Discipline           | Resultaat | Prestatie               |
| -------------------- | -------------------- | --------- | ----------------------- |
| Francisco Suriano    | 100m schoolslag (m)  | 37e       | serie 2: 6de in 1.05,82 |
| Francisco Suriano    | 200m schoolslag (m)  | 32e       | serie 1: 2de in 2.25,57 |
| Rubén Ernesto Pineda | 100m vlinderslag (m) | 37e       | serie 2: 1ste in 56,01  |

Afghanistan · Albanië · Algerije · Amerikaanse Maagdeneilanden · Amerikaans-Samoa · Andorra · Angola · Antigua‑Barbuda · Argentinië · Armenië · Aruba · Australië · Azerbeidzjan · Bahama's · Bahrein · Bangladesh · Barbados · België · Belize · Benin · Bermuda · Bhutan · Bolivia · Bosnië en Herzegovina · Botswana · Brazilië · Britse Maagdeneilanden · Brunei · Bulgarije · Burkina Faso · Burundi · Cambodja · Canada · Centraal-Afrikaanse Republiek · Chili · China · Chinees Taipei · Colombia · Comoren · Congo-Brazzaville · Cookeilanden · Costa Rica · Cuba · Cyprus · Denemarken · Djibouti · Dominica · Dominicaanse Republiek · Duitsland · Ecuador · Egypte · El Salvador · Equatoriaal-Guinea · Estland · Ethiopië · Fiji · Filipijnen · Finland · Frankrijk · Gabon · Gambia · Georgië · Ghana · Grenada · Griekenland · Groot-Brittannië · Guam · Guatemala · Guinee · Guinee-Bissau · Guyana · Haïti · Honduras · Hongarije · Hongkong · Ierland · IJsland · India · Indonesië · Irak · Iran · Israël · Italië · Ivoorkust · Jamaica · Japan · Jemen · Joegoslavië · Jordanië · Kaaimaneilanden · Kaapverdië · Kameroen · Kazachstan · Kenia · Kirgizië · Koeweit · Kroatië · Laos · Lesotho · Letland · Libanon · Liberia · Libië · Liechtenstein · Litouwen · Luxemburg ·  Macedonië · Madagaskar · Malawi · Malediven · Maleisië · Mali · Malta · Marokko · Mauritanië · Mauritius · Mexico · Moldavië · Monaco · Mongolië · Mozambique · Myanmar · Namibië · Nauru · Nederland · Nederlandse Antillen · Nepal · Nicaragua · Nieuw-Zeeland · Niger · Nigeria · Noord-Korea · Noorwegen · Oeganda · Oekraïne · Oezbekistan · Oman · Oostenrijk · Pakistan · Palestina · Panama · Papoea-Nieuw-Guinea · Paraguay · Peru · Polen · Portugal · Puerto Rico · Qatar · Roemenië · Rusland · Rwanda · Saint Kitts en Nevis · Saint Lucia · Saint Vincent en Grenadines · Salomonseilanden · Samoa · San Marino · Sao Tomé en Principe · Saoedi-Arabië · Senegal · Seychellen · Sierra Leone · Singapore · Slovenië · Slowakije · Soedan · Somalië · Spanje · Sri Lanka · Suriname · Swaziland · Syrië · Tadzjikistan · Tanzania · Thailand · Togo · Tonga · Trinidad en Tobago · Tsjaad · Tsjechië · Tunesië · Turkije · Turkmenistan · Uruguay · Vanuatu · Venezuela · Verenigde Arabische Emiraten · Verenigde Staten · Vietnam · Wit-Rusland · Zaïre · Zambia · Zimbabwe · Zuid-Afrika · Zuid-Korea · Zweden · Zwitserland